# 水酸化鉄
水酸化鉄（すいさんかてつ）は鉄の水酸化物である。鉄の酸化数により水酸化鉄(II)、水酸化鉄(III)が存在する。
ただし水酸化鉄(III)は後述の通り慣用的な名称であり、実際の構造は酸化水酸化鉄(III)などであることが判明している。

## 水酸化鉄(II)
水酸化鉄(II)は、Fe(OH)2で表される鉄の水酸化物である。
無色から淡緑色の六方晶系で水酸化カドミウム型構造（ヨウ化カドミウム型構造類似）の結晶である。鉄(II)イオンを含む溶液に酸素が存在しない状態で水酸化ナトリウムを滴下すると沈殿が生じる。
{\displaystyle {\ce {Fe^{2+}{(aq)}\ + 2OH^{-}{(aq)}\ -> Fe(OH)2}}}
溶解度積は以下の通りであり、希酸に容易く溶解し鉄(II)イオンを生じる。
{\displaystyle {\ce {Fe(OH)2\ \rightleftarrows \ Fe^{2+}{(aq)}\ +2OH^{-}{(aq)}\ }}}{\displaystyle ,K_{sp}=1\times 10^{-15}}
また幾分両性を示し、濃厚アルカリ水溶液にも溶解する。
{\displaystyle {\ce {Fe(OH)2\ +2OH^{-}(aq)\ \rightleftarrows \ [Fe(OH)4]^{2-}{(aq)}\ ,}}}{\displaystyle K_{sp}=10^{-3}}
酸素が存在する状態では容易に酸化されて水酸化鉄(III)へと変化する。酸化の進行に伴い、淡緑色→灰緑色→黒褐色→赤褐色へと色相が変化する。湿気のある条件下における鉄錆の生成も、一旦2価の鉄イオンFe2+が生じ、空気酸化が進行して3価の水酸化鉄すなわち赤錆となることが知られている。塩基性条件下ではより強い還元剤として働き、硝酸イオンをアンモニアに、ニトロベンゼンをアニリンに還元する。
{\displaystyle {\ce {4Fe(OH)2\ +O2\ \rightarrow \ 4FeO(OH)\ +2H2O}}}
{\displaystyle {\ce {FeO(OH)\ +H2O\ +{\mathit {e}}^{-}=Fe(OH)2\ +OH^{-}}}} ,　　E°= −0.556 V

## 水酸化鉄(III)
水酸化鉄(III)は、Fe(OH)3 で表される鉄の水酸化物である。
しかし実際には鉄と水酸化物イオンが1:3の比率で含有しているような化合物は知られていない。実際は、酸化水酸化鉄(III)(FeO(OH))または、酸化水酸化鉄(III)と酸化鉄(III)水和物(Fe2O3・nH2O)の混合物であると考えられている。
天然に鉄鉱石として、針鉄鉱、赤金鉱、鱗鉄鉱、褐鉄鉱などが水酸化鉄(III)の一種として発見されていたが、これらのほとんどはいずれも酸化水酸化鉄(III)(FeO(OH))の組成を持つことが判明している。これらの鉱石は多形の関係にある。なお赤金鉱は塩素が必須だと判明したため独立種に昇格された。
針鉄鉱α-FeO(OH)に相当するものは、水酸化鉄(II)を低温で空気酸化した後、得られたアモルファスを熱処理することで生成する。
赤金鉱β-FeO(OH)に相当するものは、塩化鉄(III)を加水分解することで生成する。
鱗鉄鉱γ-FeO(OH)に相当するものは、水酸化鉄(II)を亜硝酸で酸化すると得られる。
これらの酸化水酸化鉄(III)は加熱するといずれも脱水して対応する酸化鉄(III)が生成する。
鉄(III)イオンを含む溶液に水酸化ナトリウムを滴下した場合に生じるゲル状の沈殿の組成は酸化水酸化鉄(III)か、あるいはさらに脱水まで進行した酸化鉄(III)と考えられているが、詳細は明らかにはされていない。
{\displaystyle {\ce {2Fe^{3+}(aq)\ +6OH^{-}(aq)\ +(n-3)H2O->Fe2O3\cdot nH2O}}}
溶解度積は以下のような値が見積もられている。
{\displaystyle {\ce {FeO(OH)\ +H2O\ \rightleftarrows \ Fe^{3+}(aq)\ +3OH^{-}(aq)\ ,}}} {\displaystyle K_{sp}=1\times 10^{-38}}
日本の高等学校の化学教科書に、塩化鉄(Ⅲ)水溶液を沸騰水中に滴下して水酸化鉄(III)のコロイド溶液を調製することが演示実験の例として紹介されている。
{\displaystyle {\ce {2Fe^{3+}(aq)\ +({n}+3)H2O->Fe2O3\cdot nH2O\ +6H^{+}(aq)}}}
(一般的には {\displaystyle {\ce {FeCl3\ + 3H2O -> Fe(OH)3 + 3HCl}}} と表記される)